# Мики Синьото око
„Мики Синьото око“ (на английски: Mickey Blue Eyes) е романтична комедия от 1999 година на режисьора Кели Макин. Във филма участват Хю Грант, Джеймс Каан, Джийн Трипълхорн, Бърт Йънг, Джеймс Фокс и Джо Витерели.
Филмът е пуснат на 20 август 1999 г. и получава противоречиви рецензии от критиците.